# Никола Атанасов (композитор)
Вижте пояснителната страница за други личности с името Никола Атанасов.
Никола Атанасов Китанов е композитор и музикален педагог, автор на първата българска симфония.

## Биография
Роден е в Кюстендил през 1886 г. Завършва Педагогическото училище в родния си град. Негов учител е чешкият композитор и педагог Карел Махан. Постъпва в Загребската консерватория през 1906 г., където учи при Франьо Дуган, Вьекослав Розенберг-Ружич, Кирил Юнек и Вацлав Хумел. По време на следването си създава първата българска соната за пиано (1911). Дипломната му работа, написана през 1912 г., е Симфония № 1 в сол минор в четири части, издържана в духа на късния романтизъм и считана за първата българска симфония. Изпълнена е за първи път на 25 юни 1912 г. в залата на Хърватския музикален институт в Загреб. Първото ѝ представяне в България е на 18 януари 1918 г. във Военния клуб в София от Гвардейския оркестър, с диригент Маестро Георги Атанасов.
След завършване на образованието си учителства в Стара Загора (1912 – 1922), Плевен (1915) и София (1922 – 1924). От 1923 г. е преподавател в Държавната музикална академия, от 1929 г. е професор по музикално-теоретични дисциплини, а в периода 1934 – 1937 г. – ректор на Академията. През 1929 г. Никола Атанасов написва Трио за цигулка, виолончело и пиано – неговото най-популярно и най-често изпълнявано произведение. Автор е на маршове, хорови и солови песни.
Заслужил артист (1954). Удостоен е със званието „почетен гражданин на Кюстендил“ през 1963 г.

## Памет
На Никола Атанасов е наречена улица в квартал „Драгалевци“ в София (Карта).

## Произведения

### Симфонични
- Симфония №1 (1912г.)
- Увертюра „Христо Ботев“ (1927г.)
- Симфония №2 (1928г.)
- Симфония №3 (1931г.)
- Увертюра „Стонът на гората“ (1931г.).

Кеоелрнлдифо

### Камерни
- Трио за цигулка, виолончело и пиано (1929г.)
- Три сонати за пиано (1911 – 1919) .
- 10 песни за глас и пиано